# Daniele Hypólito
Daniele Matias Hypolito (Santo André, 8 de septiembre de 1984) es una gimnasta brasileña que compite en pruebas de gimnasia artística. Medalla de plata en el Campeonato Mundial de Gimnasia Artística de 2001 en Gante, Bélgica, en ejercicios de suelo.
Daniele formó parte del equipo brasileño que conquistó la inédita octava colocación en los Juegos Olímpicos de Pekín, en 2008, en China. Entre las principales conquistas de su carrera están la primera medalla mundial conquistada por una gimnasta brasileña, hecho este alcanzado en la edición de 2001, y los múltiples podios en los Juegos Panamericanos. Fue elegida por dos veces seguidas (2001/02) como la mejor atleta brasileña. Daniele es hermana del también gimnasta Diego Hypólito.

## Carrera
Hija de un conductor de autobús y una modista, Daniele tuvo su primer contacto con la gimnasia en el SESI de Santo André, en São Paulo. Llegó al Flamengo en 1994 como contratada, situación inédita en Brasil, y recibió del club vivienda, escuela para sí y sus dos hermanos, y un salario.
En 1996, fue la primera en el Campeonato Nacional Brasileño en la categoría individual general. Al año siguiente alcanzó tres resultados importantes: conquistó el Campeonato Brasileño en el concurso general y fue primera por equipos, en las barras asimétricas y en el suelo, en el Campeonato Pan-americano. En el Trophee Massila, fue la octava la clasificación general individual. Al año subsiguiente, la gimnasta sufrió un accidente en un autobús, donde viajaba con el equipo del Flamengo, que dejó siete fallecidos y a su técnica Georgette Vidor, parapléjica.
Al recuperarse del accidente, hizo su primera aparición olímpica, en los Juegos de Sídney. En el evento, conquistó las mejores colocaciones brasileñas en Olimpíadas hasta entonces, al ser la 21ª colocada en el concurso general, 17.ª en las barras asimétricas y en el suelo y 16.ª en la trabe de equilibrio. En 2001, En el Campeonato Mundial de Gante, conquistó la primera medalla de la gimnasia artística brasileña en mundiales, la plata en los ejercicios de suelo, superada solo por la romena Andreea Raducan.
En el comienzo de 2003, Daniele se cambió para Curitiba, donde la selección brasileña entrenaba con el técnico ucraniano Oleg Ostapenko. La atleta no se adaptó y volvió para Río de Janeiro, aún corriendo el riesgo de ser sacada de las dos principales competiciones de aquel año: el Pan-americano de Santo Domingo y el Mundial de Anaheim. El mismo año, contrajo dengue y se alejó de los entrenamientos por algunos días. Integrante de la selección, conquistó dos medallas de plata en la trabe y en las paralelas asimétricas, dos medallas de bronce en el individual general y por equipos, totalizando cuatro en el Pan de Santo Domingo.
En 2004, optó por dejar la técnica Georgette Vidor y el club del Flamengo para volver a la Curitiba y entrenar con Ostapenko y la selección. Ese mismo año formó parte del equipo brasileño que disputó los Juegos Olímpicos de Atenas. Nuevamente conquistó las mejores posiciones brasileñas: por equipos, Brasil conquistó la novena colocación. Clasificada para al final individual, terminó el evento en 12º. El año posterior, disputando el Campeonato Mundial de Melbourne, quedó en noveno lugar general y venció su noveno campeonato nacional.

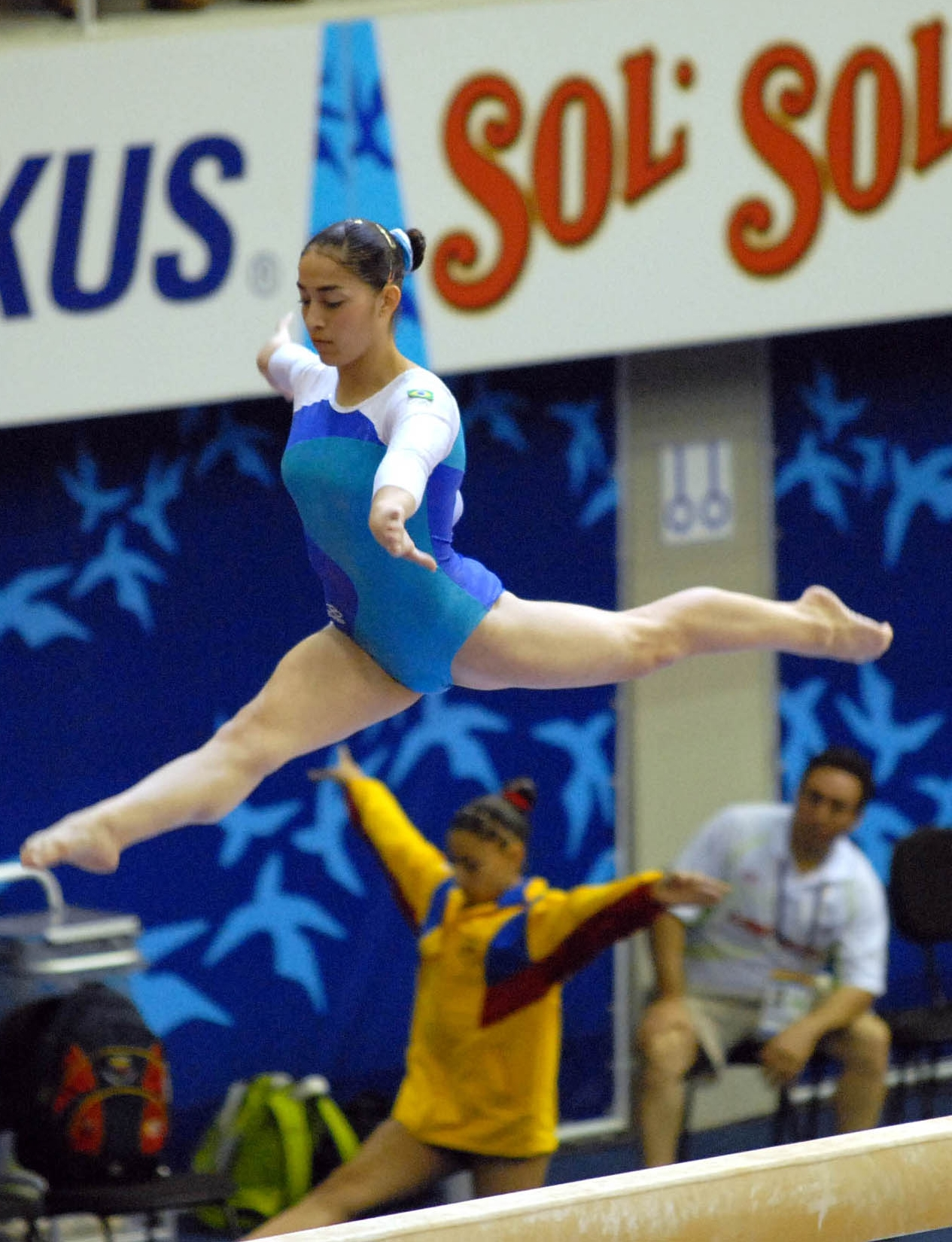
Daniele se presenta en el Pan2007: 5ª colocada en la ginástica artística individual

En más una edición del Campeonato Mundial, realizada en Aarhus, Daniele fue 22ª en el all around y séptima por equipos. En la Final de Copa del Mundo de São Paulo, en Brasil, conquistó la medalla de plata en la trabe, atrás de la china Li Ya, medallista de oro. El año siguiente, en los Juegos Pan-americanos de 2007, realizados en Río de Janeiro, Daniele ganó medalla de plata por equipos, atrás de la norteamericana. En las finales individuales, fue quinta en el individual general, séptima en el suelo y medallista de bronce en la trabe. Aún en 2007, fue quinta colocada por equipos en el Mundial de Stuttgart.
En su tercera participación olímpica, en los Juegos de Pekín, Daniele al lado de Jade Barbosa, Daiane dos Santos, Lais Souza, Ana Cláudia Silva y Ethiene Franco, conquistó la primera y mejor colocación brasileña en una final por equipos hasta entonces, la octava. Después de la realización del Juegos, la atleta cedió una entrevista alegando que continuaría en la gimnasia y con pretensiones de participar de los Juegos Olímpicos de Verano de 2012, en Londres.
En 2009,  fue la única representante brasileña en la Universíada de Belgrado, en la cual conquistó a 17.ª colocación en el individual general. En 2010, disputó en junio, la etapa portuguesa de la Copa del Mundo. En ella, se volvió medallista de oro en dos eventos: salto y suelo, en las barras asimétricas fue tercera colocada.
Acumuló participación en reality shows, primero en el desaparecido Exatlón, de la Rede Bandeirantes. Luego pasó a Record, donde participó de Dancing Brasil y Made In Japan. Aún en Record, fue confirmada como una de las participantes de la quinta temporada del reality Power Couple Brasil, compitiendo junto a su compañero Fábio Castro, pero fue la octava pareja eliminada. En 2025, fue seleccionada en pareja con su hermano gimnasta, Diego Hypólito, en Big Brother Brasil 25, rompiendo así el tabú de las ex estrellas del reality Record en el programa.

## Principales resultados
| Año  | Evento                                   | AA                | Equipo            | Salto de potro.  | Viga de equilibrio. | Barras asimétricas. | Solo.             |
| ---- | ---------------------------------------- | ----------------- | ----------------- | ---------------- | ------------------- | ------------------- | ----------------- |
| 1996 | Campeonato Brasileño                     | Medalla de oro    |                   |                  |                     |                     |                   |
| 1997 | Campeonato Brasileño                     | Medalla de oro    |                   |                  |                     |                     |                   |
| 1997 | Campeonato Panamericano                  |                   | Medalla de oro    |                  |                     | Medalla de oro      | Medalla de oro    |
| 1997 | Trophee Massila                          | 8.º               |                   |                  |                     |                     |                   |
| 1999 | Juegos Panamericanos                     |                   | Medalla de bronce |                  |                     |                     |                   |
| 2000 | Juegos Olímpicos                         | 18º               |                   | 16.º             | 17º                 | 17º                 |                   |
| 2001 | Campeonato Panamericano                  |                   | Medalla de plata  |                  |                     |                     | Medalla de plata  |
| 2001 | Campeonato Mundial de Gimnasia Artística | 4.º               |                   |                  |                     |                     | Medalla de plata  |
| 2003 | Juegos Panamericanos                     | Medalla de bronce | Medalla de bronce |                  | Medalla de plata    | Medalla de plata    |                   |
| 2003 | Campeonato Mundial de Gimnasia Artística | 24.º              | 8.º               |                  |                     |                     |                   |
| 2004 | Juegos Olímpicos                         | 12.º              | 9.º               |                  |                     |                     |                   |
| 2005 | Campeonato Mundial de Gimnasia Artística | 9.º               |                   |                  |                     |                     |                   |
| 2005 | Campeonato Nacional                      | Medalla de oro    |                   |                  |                     |                     |                   |
| 2005 | Campeonato Panamericano                  | Medalla de plata  | Medalla de plata  |                  |                     | Medalla de plata    | Medalla de plata  |
| 2006 | Campeonato Mundial de Gimnasia Artística | 22.º              | 7.º               |                  |                     |                     |                   |
| 2006 | Copa del Mundo - São Paulo               |                   |                   |                  | Medalla de plata    |                     |                   |
| 2007 | Juegos Panamericanos                     | 5.º               | Medalla de plata  |                  | Medalla de bronce   |                     | 7.º               |
| 2007 | Campeonato Mundial de Gimnasia Artística |                   | 5.º               |                  |                     |                     |                   |
| 2008 | Juegos Olímpicos                         | 75.º              | 8.º               |                  |                     |                     |                   |
| 2009 | Universíada                              | 17.º              |                   |                  |                     |                     |                   |
| 2010 | Copa del Mundo - Porto                   |                   |                   | Medalla de oro   | 6.º                 | Medalla de bronce   | Medalla de oro    |
| 2010 | Campeonato Brasileño                     | Medalla de oro    | Medalla de oro    |                  | Medalla de plata    | Medalla de oro      | Medalla de oro    |
| 2010 | Campeonato Panamericano                  | 9.º               | Medalla de bronce | Medalla de plata |                     | 5.º                 | 6.º               |
| 2010 | Campeonato Mundial de Gimnasia Artística | 18.º              | 10.º              |                  |                     |                     |                   |
| 2011 | Copa del Mundo - Doha                    |                   |                   | Medalla de oro   |                     |                     | Medalla de bronce |
| 2011 | Juegos Panamericanos                     | 7.º               | 5.º               |                  | Medalla de bronce   |                     | Medalla de bronce |
| 2012 | Campeonato Panamericano de Especialistas |                   |                   |                  | Medalla de oro      |                     | Medalla de oro    |
| 2012 | Juegos Olímpicos                         | 37.º              | 12.º              |                  |                     |                     |                   |
| 2013 | Campeonato Panamericano de Especialistas |                   |                   |                  |                     |                     | Medalla de oro    |
| 2014 | Campeonato Panamericano                  |                   | Medalla de plata  |                  |                     |                     |                   |
| 2015 | Juegos Panamericanos                     |                   | Medalla de bronce |                  |                     |                     |                   |